# Florbela Espanca
Œuvres principales
Livro de Mágoas;
Livro de Soror Saudade;
Charneca em Flor;
Dominó Preto;
As Máscaras do Destino e Diário
Florbela Espanca (8 décembre 1894- 8 décembre 1930), nom de baptême : Flor Bela de Alma da Conceição, est une des plus grandes poétesses portugaises. 

## Biographie
Elle naît le 8 décembre 1894 à Vila Viçosa (en Alentejo). Elle est fille illégitime de João Maria Espanca et de Antónia da Conceição Lobo qui meurt à trente-six ans d’une maladie incomprise qui est déclarée comme étant la névrose. Florbela est élevée par son père et sa femme, Mariana Espanca, tout comme son frère de sang, Apeles, né et répertorié comme Florbela. Il naît trois ans après elle.

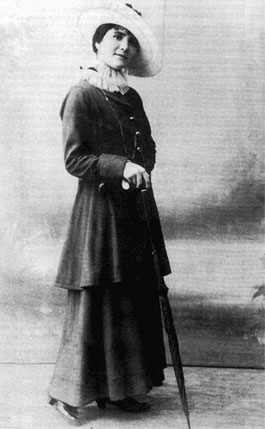
Florbela Espanca.

Curieusement ce n’est que dix-neuf ans après sa mort que son père la reconnaîtra comme légitime, il le fera à l’occasion de l’inauguration de son buste et sous l’insistance des florbéliens.
Elle étudie à Évora mais ce n’est qu’après son mariage avec Alberto Moutinho (1913) qu’elle finira ses études (1917), elle aura suivi la filière de lettres. En octobre de cette même année elle s’est inscrite à la faculté de droit de l’université de Lisbonne. Étant alors dans la capitale, elle va contacter d’autres poètes de son époque et un groupe d’écrivains féminins qui cherchait à s’imposer. Elle collabore avec les journaux et les revues parmi lesquelles Le Portugal Féminin. En 1919 elle est dans sa troisième année de droit et publie sa première œuvre poétique, Livro de Mágoas. Elle divorce en 1921 d’avec Alberto Moutinho, ils étaient séparés depuis quelque temps. Elle se remarie à Porto avec l’officier d’artillerie António Guimarães. Cette même année son père divorce aussi, pour se remarier un an plus tard avec Henriqueta Almeida, amie de la famille. Elle se suicide dans la nuit du 7 au 8 décembre 1930 à Matosinhos après avoir ingéré une trop forte dose de véronal (un somnifère).
En 1923 elle publie le Livro de Soror Saudade et deux ans plus tard elle se remarie pour la troisième fois avec le médecin Mário Lage. Les mariages ratés et les désillusions amoureuses ainsi que la mort de son frère (avec qui elle était très liée) en 1927 dans un accident d’aviation marquent très fortement ses œuvres et sa personnalité. Elle se suicide le 8 décembre, jour de son anniversaire ; le décès est présenté comme ayant été causé par un œdème pulmonaire.
Après sa mort les œuvres Charneca em Flor par Guido Battelli et Juvenília sont publiées en 1930. En 1931 c’est au tour des Máscaras do destino. Les Cartas de Florbela Espanca par Azinhal Botelho et José Emidio Amaro sont publiées en 1949. Son Diário do último ano est publié en 1982. Le Dominó preto sera publié un an plus tard.

## Poésie
La poésie de Florbela est caractérisée par l’emploi des thèmes de la souffrance, de la solitude, du désenchantement, alliés à une immense douceur et à un désir de bonheur et de plénitude qui ne sont accessibles que dans l’absolu de l’infini, dans le parfait. La véhémence passionnelle de son langage centré sur ses propres frustrations et désirs ardents est d’une sensualité qui va parfois même jusqu’à l’érotisme. Simultanément, le paysage de Charneca em Flor est bien représenté dans ses poèmes.
Florbela n’est pas clairement liée à un mouvement littéraire. Elle est pourtant plus proche du néo-romantisme et de certains poètes de la fin du siècle que de la révolution moderne qui l’entoure. Par son caractère confessionnel et sentimental elle suit les lignes d’António Nobre ; par la technique du sonnet elle suit Antero de Quental et même le célèbre Camões.
Elle a dépassé les excès et a cultivé la passion, avec une voix franchement féminine. Sa poésie a suscité au fil des années l’intérêt des lecteurs et des  chercheurs. Elle est considérée comme l’une des plus grandes figures féminines du début du XXe siècle.

## Un exemple
| SONHOS … Sonhei que era a tua amante querida, A tua amante feliz e invejada ; Sonhei que tinha uma casita branca À beira de um regato edificada… Tu vinhas ver-me, misteriosamente, A horas mortas quando a terra é monge Que reza. Eu sentia, doidamente, Bater o coração quando de longe Te ouvia os passos. E anelante, Estava nos teus braços num instante, Fitando com amor os olhos teus ! E, vê tu, meu encanto, a doce mágoa : Acordei com os olhos rasos d’água, Ouvindo a tua voz num longo adeus ! | RÊVES … J’ai rêvé que j’étais ton amante chérie Ton amante heureuse et jalousée J’ai rêvé que j’avais une petite maison blanche Bâtie au bord d’un ruisseau Tu venais me voir, mystérieusement À des heures mortes quand la terre est comme un moine Qui prie. Je sentais, follement, Battre mon cœur quand au loin J’entendais tes pas. Et haletante, Je retrouvais tes bras en un instant Fixant amoureusement tes yeux! Et considère,toi ma merveille, mon doux chagrin : Je me suis réveillée les yeux noyés d’eau, Entendant ta voix en un long adieu ! |

(poème en portugais extrait de sa Poesia completa, éditions : Bertrand (Portugal)

## Source
- (pt) Cet article est partiellement ou en totalité issu de l’article de Wikipédia en portugais intitulé « Florbela Espanca » (voir la liste des auteurs).